# World Rugby Sevens Series 2022-2023
Navigation
2021-2022 2023-2024
Les World Rugby Sevens Series 2022-2023 sont la 24e édition des séries mondiales masculines de rugby à sept, la compétition la plus importante du monde de rugby à sept. Elle se déroule du 4 novembre 2022 au 21 mai 2023. L'Australie est tenante du titre et l'Uruguay est l'équipe promue de la saison.
Les équipes classées entre la 1re et la 4e place au terme de la compétition 2022-2023 décrocheront une place de quota pour les Jeux Olympiques de Paris 2024.

## Présentation
Le circuit mondial de rugby à sept est habituellement composé de dix étapes se déroulant de décembre à juin.
En raison de la pandémie de Covid19, le tournoi de Hong Kong de l'année 2021-2022 a été intégré à cette saison et programmé le week-end du 4 au 6 novembre 2022.
Des points sont attribués en fonction du classement de l'étape et l'équipe qui compte le plus de points à la fin des onze étapes remporte le titre.

### Équipes permanentes
Les quinze équipes suivantes disputent les dix premières étapes du circuit mondial.
Cette année les équipes d'Angleterre, d'Écosse et du Pays de Galles ont décidé de concourir sous le maillot de la Grande-Bretagne. Seulent les 11 meilleures disputent le London Seven ainsi que le Japon, dernier et déjà relégué tandis que les équipes d'Uruguay, du Canada et du Kenya prennent part au tournoi de repêchage avec les Tonga, vainqueur des Sevens Challenger Series.
- Afrique du Sud
- Argentine
- Australie
- Canada
- Espagne
- États-Unis
- Fidji
- France
- Grande-Bretagne
- Irlande
- Japon
- Kenya
- Nouvelle-Zélande
- Samoa
- Uruguay

### Équipes invitées
Les équipes suivantes sont invitées pour participer en tant que 16e à au moins un des tournois :
- Hong Kong
- Ouganda
- Tonga
- Chili
- Allemagne

### Étapes
| Étape            | Stade                      | Ville       | Date                    | Vainqueur        |
| ---------------- | -------------------------- | ----------- | ----------------------- | ---------------- |
| Hong Kong 2022   | Hong Kong Stadium          | Hong Kong   | 4 au 6 novembre 2022    | Australie        |
| Dubai            | The Sevens                 | Dubai       | 2 et 3 décembre 2022    | Afrique du Sud   |
| Afrique du Sud   | Cape Town Stadium          | Le Cap      | 9 au 11 décembre 2022   | Samoa            |
| Nouvelle-Zélande | Waikato Stadium            | Hamilton    | 21 et 22 janvier 2023   | Argentine        |
| Australie        | Sydney Football Stadium    | Sydney      | 27 au 29 janvier 2023   | Nouvelle-Zélande |
| États-Unis       | Dignity Health Sports Park | Los Angeles | 25 et 26 février 2023   | Nouvelle-Zélande |
| Canada           | BC Place                   | Vancouver   | 3 au 5 mars 2023        | Argentine        |
| Hong Kong 2023   | Hong Kong Stadium          | Hong Kong   | 31 mars au 2 avril 2023 | Nouvelle-Zélande |
| Singapour        | Stade national             | Singapour   | 8 et 9 avril 2023       | Nouvelle-Zélande |
| France           | Stade Ernest-Wallon        | Toulouse    | 12 au 14 mai 2023       | Nouvelle-Zélande |
| Londres          | Twickenham Stadium         | Londres     | 20 au 21 mai 2023       | Argentine        |

### Déroulement des étapes
Chaque étape est un tournoi se déroulant sur deux ou trois jours, entre le vendredi et le dimanche. À chaque étape est conviée une équipe ne possédant pas le statut d'équipe permanente, ce qui porte le nombre total d'équipes à seize.
En fonction du résultat du tournoi précédent, ou du classement de la saison passée pour le premier tournoi de la saison à Dubaï, les équipes sont réparties en chapeaux avant tirage au sort pour former quatre poules de quatre équipes. Chacune joue les trois autres membres de sa poule et un classement est établi, tout d'abord sur le nombre de points (victoire 3 points, nul 2 points, défaite 1 point) puis sur le goal-average général. Les deux premiers de chaque poule passent en quart de finale de la Cup ou tournoi principal et les deux derniers passent en quart de finale du Challenge Trophy. Les équipes vaincues en quart de finale sont alors reversées en demi-finales de classement, respectivement pour les cinquième et treizième place. Les équipes battues en demi-finales ne disputent pas de petite finale de classement et remportent le même nombre de point, sauf pour les équipes battues en demi finales de Cup qui disputent un dernier match de classement pour la troisième place.
Chaque rencontre, y compris la finale depuis l'édition 2016-2017, se dispute en deux fois sept minutes.
| Cup                | Points | Challenge Trophy | Points |
| ------------------ | ------ | ---------------- | ------ |
| (Cup)              | 22     | 9e               | 8      |
| Médaille d'argent  | 19     | 10e              | 7      |
| Médaille de bronze | 17     | 11e              | 5      |
| 4e                 | 15     | 12e              | 5      |
| 5e                 | 13     | 13e              | 3      |
| 6e                 | 12     | 14e              | 2      |
| 7e                 | 10     | 15e              | 1      |
| 8e                 | 10     | 16e              | 1      |

## Classement général
Si deux ou plusieurs équipes sont à égalité, on les départage selon les règles suivantes :
1. La différence de points marqués et encaissés durant la saison
2. Le nombre d'essais durant la saison.

| Rang               | Équipe           | Hong Kong 1 | Dubaï | Le Cap | Hami-lton | Syd-ney | Los Ang-eles | Van-cou-ver | Hong Kong 2 | Sin-gap-our | Tou-lou-se | Lond-res* | Total |
| ------------------ | ---------------- | ----------- | ----- | ------ | --------- | ------- | ------------ | ----------- | ----------- | ----------- | ---------- | --------- | ----- |
| Médaille d'or      | Nouvelle-Zélande | 8           | 17    | 19     | 19        | 22      | 22           | 13          | 22          | 22          | 22         | 14        | 200   |
| Médaille d'argent  | Argentine        | 13          | 12    | 12     | 22        | 8       | 19           | 22          | 13          | 19          | 19         | 20        | 179   |
| Médaille de bronze | Fidji            | 19          | 8     | 13     | 10        | 17      | 17           | 10          | 19          | 17          | 8          | 18        | 156   |
| 4                  | France           | 17          | 13    | 8      | 15        | 15      | 8            | 19          | 17          | 10          | 17         | 12        | 151   |
| 5                  | Australie (T)    | 22          | 10    | 7      | 13        | 10      | 15           | 17          | 3           | 13          | 13         | 8         | 133   |
| 6                  | Samoa            | 15          | 10    | 22     | 8         | 13      | 13           | 8           | 7           | 15          | 5          | 16        | 132   |
| 7                  | Afrique du Sud   | 10          | 22    | 15     | 10        | 19      | 10           | 3           | 12          | 5           | 10         | 4         | 120   |
| 8                  | Irlande          | 10          | 19    | 5      | 12        | 12      | 10           | 15          | 8           | 1           | 12         | 10        | 114   |
| 9                  | Grande-Bretagne  | 5           | 5     | 10     | 5         | 10      | 12           | 10          | 15          | 12          | 10         | 6         | 100   |
| 10                 | États-Unis       | 12          | 15    | 17     | 17        | 5       | 3            | 12          | 10          | 3           | 1          | 3         | 98    |
| 11                 | Espagne          | 5           | 3     | 5      | 3         | 2       | 7            | 5           | 10          | 8           | 7          | 2         | 57    |
| 12                 | Uruguay (P)      | 3           | 7     | 10     | 1         | 3       | 5            | 5           | 5           | 10          | 5          | -         | 54    |
| 13                 | Kenya            | 1           | 5     | 3      | 7         | 5       | 1            | 5           | 1           | 7           | 3          | -         | 40    |
| 14                 | Canada           | 7           | 2     | 2      | 2         | 1       | 5            | 1           | 2           | 2           | 15         | -         | 39    |
| 15                 | Japon            | 2           | 1     | 1      | 1         | 1       | 2            | 2           | 1           | 5           | 2          | -         | 18    |
| 16                 | Tonga            | -           | -     | -      | 5         | 7       | -            | -           | -           | -           | -          | -         | 12    |
| 17                 | Hong Kong        | 1           | -     | -      | -         | -       | -            | -           | 3           | 1           | -          | -         | 5     |
| 18                 | Chili            | -           | -     | -      | -         | -       | 1            | 1           | -           | -           | -          | -         | 2     |
| 19                 | Ouganda          | -           | 1     | 1      | -         | -       | -            | -           | -           | -           | -          | -         | 2     |
| 20                 | Allemagne        | -           | -     | -      | -         | -       | -            | -           | -           | -           | 1          | -         | 1     |

- Le tournoi de Londres s’est déroulé avec 3 poules de 4, ce qui explique le gain de points différents par rapport aux autres tournois.

Source: World Rugby
| Légende                                                                                           |
| ------------------------------------------------------------------------------------------------- |
| Qualifiés pour le tournoi de rugby à sept des Jeux olympiques 2024 (les quatre premières places). |
| La France est directement qualifiée pour les JO 2024 en tant que nation hôte.                     |
| Vainqueur du tournoi de repêchage à 4.                                                            |
| Qualifiés pour le tournoi de repêchage.                                                           |
| Relégué.                                                                                          |
| Équipes non permanentes.                                                                          |
| Abréviations : - T : tenant du titre - P : promu                                                  |

## Tournoi de repêchage
Le tournoi de repêchage s’est déroulé pendant le tournoi de Londres.

### Participants
- Vainqueur des Sevens Challenger Series:  Tonga
- 12ème des World series:  Uruguay
- 13ème des World series:  Kenya
- 14ème des World series:  Canada

### Tournoi de repêchage
| Rencontres | Vainqueur | Score   | Finaliste |
| ---------- | --------- | ------- | --------- |
| Match 1    | Kenya     | 24 - 19 | Canada    |
| Match 2    | Uruguay   | 15 - 12 | Tonga     |
| Match 3    | Kenya     | 36 - 26 | Tonga     |
| Match 4    | Canada    | 21 - 19 | Uruguay   |
| Match 5    | Canada    | 43 - 7  | Tonga     |
| Match 6    | Uruguay   | 14 - 10 | Kenya     |

### Finale
|  | Finale |        |    |    |  |  |  |  |  |  |
|  |        |        |    |    |  |  |  |  |  |  |
|  |        |        |    |    |  |  |  |  |  |  |
|  | Canada | Canada | 12 | 12 |  |  |  |  |  |  |
|  | Canada | Canada | 12 | 12 |  |  |  |  |  |  |
|  | Kenya  | Kenya  | 7  | 7  |  |  |  |  |  |  |
|  | Kenya  | Kenya  | 7  | 7  |  |  |  |  |  |  |

- Le Canada est qualifié pour le SVNS 2023-2024

## Résultats

### Hong-Kong 2022
Le tournoi de Hong Kong de rugby à sept 2022 est la première étape de la saison 2022-2023 du World Rugby Sevens Series. Elle se déroule du 4 au 6 novembre 2022 au Hong Kong Stadium, à Hong Kong. L'équipe d'Australie remporte le tournoi en battant les Fidji en finale 20-17. La France bat les Samoa 19-17 pour la 3e place et remporte la médaille de bronze.
| Finale    | Vainqueur        | Score | Finaliste  | Demi-finaliste  |
| --------- | ---------------- | ----- | ---------- | --------------- |
| Cup       | Australie        | 20-17 | Fidji      | France 19       |
| Cup       | Australie        | 20-17 | Fidji      | Samoa 17        |
| 5e place  | Argentine        | 36-0  | États-Unis | Afrique du Sud  |
| 5e place  | Argentine        | 36-0  | États-Unis | Irlande         |
| 9e place  | Nouvelle-Zélande | 33-5  | Canada     | Grande-Bretagne |
| 9e place  | Nouvelle-Zélande | 33-5  | Canada     | Espagne         |
| 13e place | Uruguay          | 33-10 | Japon      | Kenya           |
| 13e place | Uruguay          | 33-10 | Japon      | Hong Kong       |

Tous les matches du tournoi
| Cup                | Equipes        | Points | Clt | Equipes          | Points |
| ------------------ | -------------- | ------ | --- | ---------------- | ------ |
| Médaille d'or      | Australie      | 22     | 9e  | Nouvelle-Zélande | 8      |
| Médaille d'argent  | Fidji          | 19     | 10e | Canada           | 7      |
| Médaille de bronze | France         | 17     | 11e | Grande-Bretagne  | 5      |
| 4e                 | Samoa          | 15     | 11e | Espagne          | 5      |
| 5e                 | Argentine      | 13     | 13e | Uruguay          | 3      |
| 6e                 | États-Unis     | 12     | 14e | Japon            | 2      |
| 7e                 | Irlande        | 10     | 15e | Kenya            | 1      |
| 7e                 | Afrique du Sud | 10     | 15e | Hong Kong        | 1      |

### Dubaï 2022
Le tournoi de Dubaï de rugby à sept 2022 est la deuxième étape la saison 2022-2023 du World Rugby Sevens Series. Elle se déroule du 2 au 3 décembre 2022 au The Sevens à Dubaï, aux Émirats arabes unis. L'équipe d'Afrique du Sud remporte le tournoi pour la dixième fois en battant l'Irlande en finale 21-5. La Nouvelle Zélande bat les Etats-Unis 31-12 pour la 3e place après avoir éliminé la France en quart de finale sur le score de 20-0. La France termine 5e en battant l'Argentine 19-12.
| Finale    | Vainqueur      | Score | Finaliste | Demi-finaliste      |
| --------- | -------------- | ----- | --------- | ------------------- |
| Cup       | Afrique du Sud | 21-5  | Irlande   | Nouvelle-Zélande 31 |
| Cup       | Afrique du Sud | 21-5  | Irlande   | États-Unis 12       |
| 5e place  | France         | 19-12 | Argentine | Australie           |
| 5e place  | France         | 19-12 | Argentine | Samoa               |
| 9e place  | Fidji          | 47-0  | Uruguay   | Grande-Bretagne     |
| 9e place  | Fidji          | 47-0  | Uruguay   | Kenya               |
| 13e place | Espagne        | 38-7  | Canada    | Japon               |
| 13e place | Espagne        | 38-7  | Canada    | Ouganda             |

Tous les matches du tournoi
| Cup                | Equipes          | Points | Clt | Equipes         | Points |
| ------------------ | ---------------- | ------ | --- | --------------- | ------ |
| Médaille d'or      | Afrique du Sud   | 22     | 9e  | Fidji           | 8      |
| Médaille d'argent  | Irlande          | 19     | 10e | Uruguay         | 7      |
| Médaille de bronze | Nouvelle-Zélande | 17     | 11e | Grande-Bretagne | 5      |
| 4e                 | États-Unis       | 15     | 11e | Kenya           | 5      |
| 5e                 | France           | 13     | 13e | Espagne         | 3      |
| 6e                 | Argentine        | 12     | 14e | Canada          | 2      |
| 7e                 | Australie        | 10     | 15e | Japon           | 1      |
| 7e                 | Samoa            | 10     | 15e | Ouganda         | 1      |

### Le Cap 2022
Le tournoi du Cap de rugby à sept 2022 est la troisième étape la saison 2022-2023 du World Rugby Sevens Series. Elle se déroule du 9 au 11 décembre 2022 au Cape Town Stadium du Cap, en Afrique du Sud. L'équipe des Samoa remporte le tournoi en battant la Nouvelle Zélande en finale 12-7 sous une pluie battante. Les Etats-Unis battent l'Afrique du Sud 22-14 pour la troisième place. La France termine 9e en battant l'Australie 24-12 en finale du Challenge Trophy.
| Finale    | Vainqueur | Score | Finaliste        | Demi-finaliste    |
| --------- | --------- | ----- | ---------------- | ----------------- |
| Cup       | Samoa     | 12-7  | Nouvelle-Zélande | États-Unis 22     |
| Cup       | Samoa     | 12-7  | Nouvelle-Zélande | Afrique du Sud 14 |
| 5e place  | Fidji     | 29-5  | Argentine        | Grande-Bretagne   |
| 5e place  | Fidji     | 29-5  | Argentine        | Uruguay           |
| 9e place  | France    | 24-12 | Australie        | Irlande           |
| 9e place  | France    | 24-12 | Australie        | Espagne           |
| 13e place | Kenya     | 21-10 | Canada           | Japon             |
| 13e place | Kenya     | 21-10 | Canada           | Ouganda           |

Tous les matches du tournoi
| Cup                | Equipes          | Points | Clt | Equipes   | Points |
| ------------------ | ---------------- | ------ | --- | --------- | ------ |
| Médaille d'or      | Samoa            | 22     | 9e  | France    | 8      |
| Médaille d'argent  | Nouvelle-Zélande | 19     | 10e | Australie | 7      |
| Médaille de bronze | États-Unis       | 17     | 11e | Irlande   | 5      |
| 4e                 | Afrique du Sud   | 15     | 11e | Espagne   | 5      |
| 5e                 | Fidji            | 13     | 13e | Kenya     | 3      |
| 6e                 | Argentine        | 12     | 14e | Canada    | 2      |
| 7e                 | Grande-Bretagne  | 10     | 15e | Japon     | 1      |
| 7e                 | Uruguay          | 10     | 15e | Ouganda   | 1      |

### Hamilton 2023
Le tournoi d'Hamilton de rugby à sept 2022 est la quatrième étape la saison 2022-2023 du World Rugby Sevens Series. Elle se déroule du 21 au 22 janvier 2023 au Waikato Stadium à Hamilton, en Nouvelle-Zélande.
| Match      | Vainqueur  | Score   | Finaliste        |
| ---------- | ---------- | ------- | ---------------- |
| Finale Cup | Argentine  | 14 - 12 | Nouvelle-Zélande |
| 3e place   | États-Unis | 15 - 14 | France           |
| 5e place   | Australie  | 26 - 17 | Irlande          |
| 7e place   | Fidji      | -       | Afrique du Sud   |
| 9e place   | Samoa      | 26 - 5  | Kenya            |
| 11e place  | Tonga      | -       | Grande-Bretagne  |
| 13e place  | Espagne    | 24 - 14 | Canada           |

### Sydney 2023
Le tournoi de Sydney de rugby à sept 2023 est la cinquième étape la saison 2022-2023 du World Rugby Sevens Series. Elle se déroule du 27 au 29 janvier 2023 au Sydney Football Stadium à Sydney, en Australie.
| Match      | Vainqueur        | Score   | Finaliste       |
| ---------- | ---------------- | ------- | --------------- |
| Finale Cup | Nouvelle-Zélande | 38 - 0  | Afrique du Sud  |
| 3e place   | Fidji            | 29 - 5  | France          |
| 5e place   | Samoa            | 24 - 12 | Irlande         |
| 7e place   | Australie        | -       | Grande-Bretagne |
| 9e place   | Argentine        | 21 - 19 | Tonga           |
| 11e place  | États-Unis       | -       | Kenya           |
| 13e place  | Uruguay          | 26 - 5  | Espagne         |

### Los Angeles 2023
Le tournoi de Los Angeles de rugby à sept 2023 est la sixième étape la saison 2022-2023 du World Rugby Sevens Series. Elle se déroule du 25 au 26 février 2023 au Dignity Health Sports Park à Los Angeles, aux États-Unis.
| Match      | Vainqueur        | Score   | Finaliste       |
| ---------- | ---------------- | ------- | --------------- |
| Finale Cup | Nouvelle-Zélande | 22 - 12 | Argentine       |
| 3e place   | Fidji            | 21 - 19 | Australie       |
| 5e place   | Samoa            | 24 - 12 | Grande-Bretagne |
| 7e place   | Afrique du Sud   | -       | Irlande         |
| 9e place   | France           | 26 - 24 | Espagne         |
| 11e place  | Canada           | -       | Uruguay         |
| 13e place  | États-Unis       | 31 - 7  | Japon           |

### Vancouver 2023
Le tournoi de Vancouver de rugby à sept 2023 est la septième étape la saison 2022-2023 du World Rugby Sevens Series. Elle se déroule du 3 au 5 mars 2023 au BC Place à Vancouver, au Canada.
| Match      | Vainqueur        | Score   | Finaliste  |
| ---------- | ---------------- | ------- | ---------- |
| Finale Cup | Argentine        | 33 - 21 | France     |
| 3e place   | Australie        | 20 - 5  | Irlande    |
| 5e place   | Nouvelle-Zélande | 50 - 7  | États-Unis |
| 7e place   | Grande-Bretagne  | -       | Fidji      |
| 9e place   | Samoa            | 35 - 17 | Kenya      |
| 11e place  | Uruguay          | -       | Espagne    |
| 13e place  | Afrique du Sud   | 17 - 5  | Japon      |

### Hong Kong 2023
Le tournoi de Hong Kong de rugby à sept 2023 est la huitième étape de la saison 2022-2023 du World Rugby Sevens Series. Elle se déroule du 31 mars au 2 avril 2023 au Hong Kong Stadium, à Hong Kong.
| Match      | Vainqueur        | Score   | Finaliste       |
| ---------- | ---------------- | ------- | --------------- |
| Finale Cup | Nouvelle-Zélande | 24 - 17 | Fidji           |
| 3e place   | France           | 19 - 17 | Grande-Bretagne |
| 5e place   | Argentine        | 7 - 5   | Afrique du Sud  |
| 7e place   |                  | -       |                 |
| 9e place   | Irlande          | 19 - 17 | Samoa           |
| 11e place  | Uruguay          | -       | Australie       |
| 13e place  | Hong Kong        | 17 - 7  | Canada          |

### Singapour 2023
Le tournoi de Singapour de rugby à sept 2023 est la neuvième étape de la saison 2022-2023 du World Rugby Sevens Series. Elle se déroule du 8 au 9 avril 2023 au Stade national, à Singapour.
| Match      | Vainqueur        | Score   | Finaliste       |
| ---------- | ---------------- | ------- | --------------- |
| Finale Cup | Nouvelle-Zélande | 19 - 17 | Argentine       |
| 3e place   | Fidji            | 24 - 19 | Samoa           |
| 5e place   | Australie        | 24 - 21 | Grande-Bretagne |
| 7e place   | Uruguay          | -       | France          |
| 9e place   | Espagne          | 26 - 10 | Kenya           |
| 11e place  | Afrique du Sud   | -       | Japon           |
| 13e place  | États-Unis       | 22 - 17 | Canada          |

### Toulouse 2023
Le tournoi de Toulouse de rugby à sept 2023 est la dixième étape de la saison 2022-2023 du World Rugby Sevens Series. Elle se déroule du 12 au 14 mai 2023 au Stade Ernest-Wallon, à Toulouse.
| Match      | Vainqueur        | Score   | Finaliste       |
| ---------- | ---------------- | ------- | --------------- |
| Finale Cup | Nouvelle-Zélande | 24 - 19 | Argentine       |
| 3e place   | France           | 28 - 12 | Canada          |
| 5e place   | Australie        | 26 - 21 | Irlande         |
| 7e place   | Afrique du Sud   | -       | Grande-Bretagne |
| 9e place   | Fidji            | 26 - 15 | Espagne         |
| 11e place  | Samoa            | -       | Uruguay         |
| 13e place  | Kenya            | 33 - 12 | Japon           |

### Londres 2023
Le tournoi de Londres de rugby à sept 2023 est la onzième et dernière étape de la saison 2022-2023 du World Rugby Sevens Series. Elle se déroule du 20 au 21 mai 2023 au Stade de Twickenham, à Londres.
| Match      | Vainqueur      | Score   | Finaliste        |
| ---------- | -------------- | ------- | ---------------- |
| Finale Cup | Argentine      | 35 - 14 | Fidji            |
| 3e place   | Samoa          | 24 - 19 | Nouvelle-Zélande |
| 5e place   | France         | 21 - 19 | Irlande          |
| 7e place   | Australie      | 34 - 5  | Grande-Bretagne  |
| 9e place   | Afrique du Sud | 47 - 5  | États-Unis       |
| 11e place  | Espagne        | 28 - 12 | Japon            |